# Canopus II (foguete)

Foguete de sondagem Canopus II.

O Canopus II, foi o segundo modelo da terceira família de foguetes de sondagem fabricados na Argentina, seu objetivo
era o mesmo de seu antecessor, ou seja, servir como primeiro estágio de um foguete ainda maior que usaria como segundo estágio, o foguete Orión II. 
Esse foguete no entanto, diferente do seu antecessor, chegou a ser lançado várias vezes, todas com sucesso. Ele era um "irmão maior" do Canopus I, tendo o primeiro lançamento
ocorrido em 16 de abril de 1969.

## Especificações
- Número de estágios: 1
- Massa total: 280 kg
- Altura: 4,72 m
- Diâmetro: 28 cm
- Carga útil: 40 kg
- Apogeu: 100 km
- Lançamentos: 7